# Castillo de Ayamonte
El castillo de Ayamonte (provincia de Huelva, Andalucía, España) era una antigua fortaleza —ya desaparecida— que estaba emplazada sobre la parcela que ahora ocupa el parador de Ayamonte, en el barrio de La Villa, en la parte más alta y antigua de la ciudad que domina la desembocadura del río Guadiana, desde la parte norte de la población.

## Denominación
Esta fortificación es denominada como Castillo de Nuestra Señora de los Favores, según la advocación de la iglesia situada en su interior. La citada imagen mariana tuvo diferentes advocaciones: de la Luz, del Castillo y de los Favores.
En el documento de donación del castillo por parte de Sancho II a la Orden de Santiago, aparece con el nombre de castelo de Aiamonte. El nombre del hornabeque —Nuestra Señora del Socorro— deriva del nombre del cerro, al sureste del castillo, sobre el que se emplazó.

## Historia
El castillo de Ayamonte, cuyo origen romano, asegurado por algunos, no está aun demostrado, fue posiblemente reedificado en el siglo XIII, durante la época de reconquista cristiana del sur de España, varias veces modificado entre el siglo XVI y el siglo XVII y reconstruido tras el terremoto de Lisboa de 1755. Durante la segunda mitad del siglo XX, en 1964, fue completamente destruido, al construirse en su emplazamiento el actual parador.

### SigloXI

#### Reinos de Taifas
Durante la época del emirato de Córdoba y del califato de Córdoba, los territorios de la provincia de Huelva estaban integrados total o parcialmente en las coras de Huelva, Niebla, Mértola, Badajoz y Sevilla. Con la caída del poder centralizado del califato, en 1031, estas provincias se convirtieron en Reinos de Taifas. La taifa de Huelva y la taifa de Niebla, junto con las otras nombradas, fueron absorbidas progresivamente por la taifa de Sevilla.
En el siglo XI Ayamonte, gracias a su situación respecto al río Guadiana, se sitúa en la frontera natural de las taifas de Huelva y Algarve.
La taifa de Huelva y Saltés, donde estaba integrado el territorio de Ayamonte, surgió en Al-Ándalus en 1012 como reino musulmán independiente fundado por Abd al-Aziz al-Bakri, quién se otorgó el título de Señor de Umba y Xaltis (Huelva y Saltés), con capital en Huelva, junto a la ciudad de la Isla de Saltés. Las taifas de Huelva y Algarve desaparecieron al ser conquistadas por Al-Mutadid en 1051, ampliando así los territorios de la Taifa de Sevilla.
Al-Mutadid se vio obligado a prestar vasallaje a Fernando I de Castilla en 1063, tras una gran incursión de este por el valle del Guadalquivir que llegó hasta las puertas de Sevilla. Esto consistía en el pago de parias al rey de Castilla: un impuesto por recibir protección y por no ser atacados.
Posteriormente el territorio de la provincia de Huelva fue sometido al poder de los almorávides, con capital en Granada, barridos desde principios del siglo XII por el dominio almohade con capital establecida en Sevilla, y finalmente desintegrado en los segundos y terceros reinos de Taifas.

Califato de Córdoba en el año 1000.
Reinos de taifas en 1037.

### SigloXIII

#### El Reino de Ibn Mahfūz y la conquista portuguesa

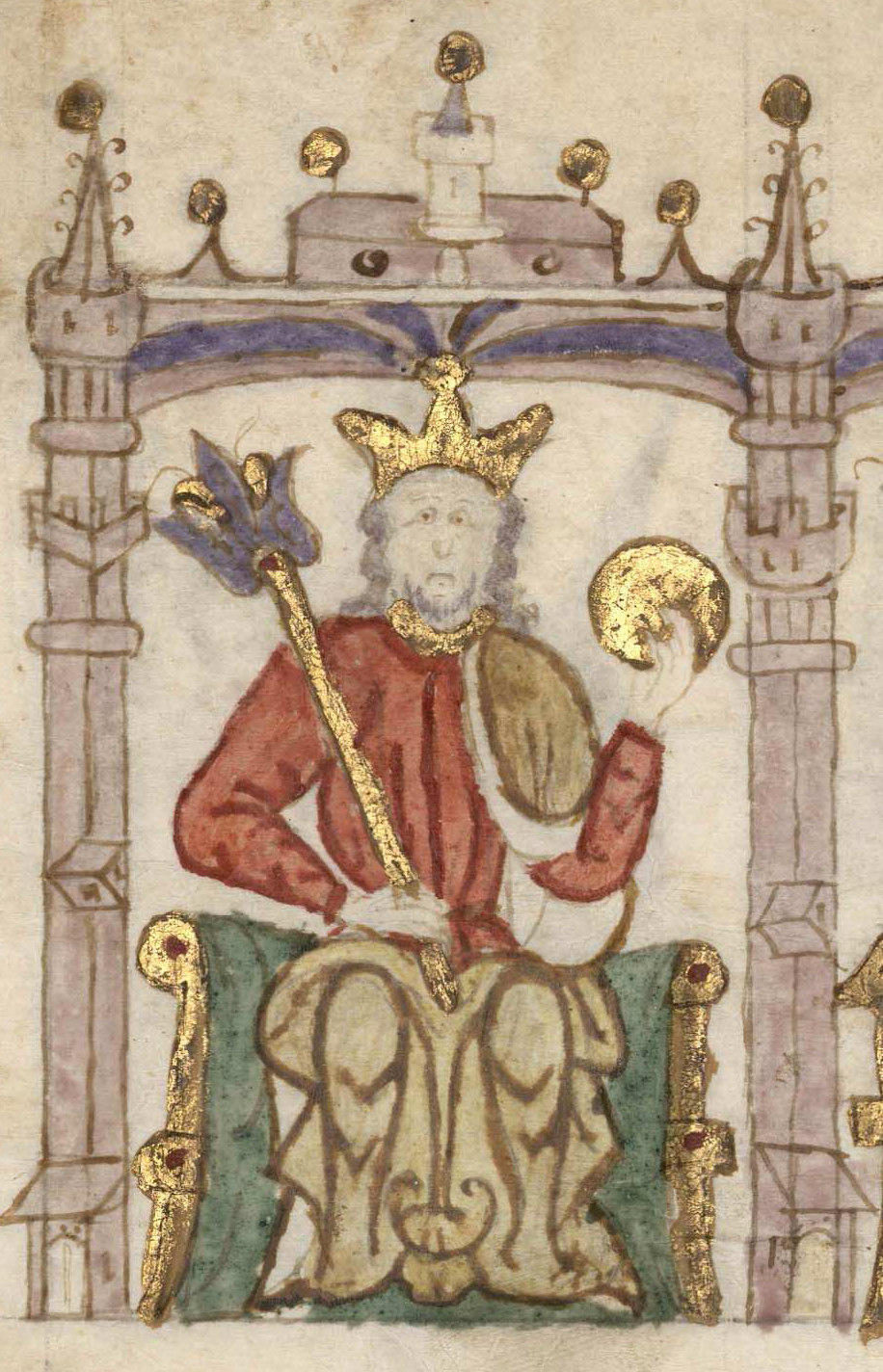
Sancho II de Portugal conquistó la villa de Ayamonte a los musulmanes en 1239.

Entre 1234 y 1262 existió un reino independiente (Reino de Ibn Mahfūz), con capital en Niebla, con una extensión territorial muy considerable, que estuvo marcado por las políticas expansionistas de la corona de Castilla y de la corona de Portugal. Su territorio se extendía desde el cabo de San Vicente, al oeste, hasta la desembocadura del río Guadalquivir, por el este. Al norte limitaba con Sierra Morena, y al sur con el Atlántico. Comprendía de este modo la actual provincia de Huelva, además de Serpa y Moura en el Alentejo portugués, y todo el Algarve con las ciudades, entre otras, de Faro, Tavira, Loulé y Castromarín.
El reino de Ibn Mahfūz ocupó una zona intermedia estratégica en la frontera entre ambos bandos, castellanos y portugueses, convirtiéndose en objetivo militar prioritario para ambos.
Desde 1230 la debilidad generalizada en que cayeron las huestes musulmanas, aparte de otras circunstancias como la pérdida del sitio de Mérida, la rebelión de Niebla y la muerte de Ibn Hūd, alentaron a los ejércitos vecinos para reiniciar el proceso de reconquista, especialmente, desde el lado oeste del río Guadiana con la ofensiva bélica protagonizada por Sancho II de Portugal en 1238-1240. Sancho II (por Portugal), después de la firma del Tratado de Sabugal (2 de abril de 1231) con Fernando III (por Castilla y León) sobre las zonas de expansión, terminó por completar la conquista del Alentejo y del Algarve al este del Guadiana, conquistando Ayamonte en 1239
Sancho II con la ayuda de las Órdenes Militares del Hospital y Santiago consiguió adentrarse de lleno en la zona perteneciente al reino de Ibn Mahfūz. La Orden del Hospital se apoderó entonces de Serna, Moura, Aracena y Aroche; y la Orden de Santiago tomó Mértola, Alfayat de la Peña, Ayamonte y Tavira. Serpa, Moura y Mértola ya habían sido tomadas con anterioridad.
Queda constancia de la conquista de Ayamonte por parte de Sancho II de Portugal por este texto:
(…) Em nome do Pai, do Filho e do Espírito Santo, Amen. Saibam todos os que esta carta virem, que eu Sancho II, por graça de Deus rei de Portugal, de minha boa e livre vontade, e por acordo e parecer dos meus fidalgos e ricos-homens e pelo ótimo serviço que me prestaram D. Paio [Peres] Correia, comendador de Alcácer e os freires da Ordem de Santiago (…) lhes dou e concedo, e à Ordem de Santiago e a todos que no futuro lhe sucederem, o meu castelo de Aiamonte com os seguintes limites (…) com todas as suas pertenças, com as entradas e saídas, quer por mar, quer por terra, e com todos os direitos reais que aí tenho ou devo ter (…). (Carta de doação à Ordem de Santiago. in: Monarquia Lusitana, v. V)

#### Orden de Santiago
Es posible que la estructura original del castillo se edificara tras la conquista de la localidad por la Orden de Santiago en 1239 (aunque tampoco existe mucha información al respecto, cumpliendo doble misión: vigilancia de la costa y control fronterizo frente al reino de Portugal.
Las fortalezas y términos de Ayamonte y Cacela (ahora "Cacela Velha" en la freguesia de Vila Nova de Cacela del municipio portugués de Vila Real de Santo António) fueron concedidos a Pelayo Pérez Correa, comendador de Alcácer do Sal, y a la Orden de Santiago por el rey portugués Sancho II Capelo (1207-1248) el 2 de mayo de 1240, para premiar los servicios prestados en el momento de su conquista. Con ello, en solo ocho años, la Orden de Santiago había más que doblado la extensión de sus posesiones en el reino de Portugal y además era la única institución que guardaba todas las fronteras terrestres del Algarve. El siguiente paso para ellos fue hacerse con Tavira y posiblemente ya la tuvieran bajo su control cuando en 1241 Pelayo Pérez Correa dejó la encomienda de Alcácer do Sal y fue trasladado a Castilla haciéndose cargo de la encomienda mayor de este reino; esto es, fue designado comendador de Uclés después de permanecer al frente de la Orden en Portugal más de nueve años.

Pelayo Pérez Correa estuvo al frente de la Orden de Santiago como 14.º Gran Maestre desde el año 1242 al año 1275.
Durante más de medio siglo permaneció el castillo de Ayamonte en poder de la Orden, lo que debió dejar impronta en la estructura de esta fortaleza.
En los años 1248 y 1255, Fernando III de Castilla El Santo y Alfonso III de Portugal respectivamente, confirman esta donación.

Del libro "Anales eclesiásticos y seculares de la muy noble y muy leal ciudad de Sevilla" de Diego Ortiz de Zúñiga, Antonio María Espinosa y Carzel. Publicado por la Imprenta Real en el año 1795. Extracto correspondiente a la sección "Era 1286; Año 1248":

«Varias mercedes hizo San Fernando y el Infante Don Alonso ese año, cuyos privilegios tienen la fecha en el Real sobre Sevilla. A 27 de Enero confirmó al Orden de Santiago, donación que le había hecho Don Sancho, Rey de Portugal, de Mértola, Ayamonte y otros lugares de la raya, que estaba dudoso á quál Corona tocaban para quando se conquistasen».

#### Alfonso X El Sabio
No está clara la fecha en que la Orden de Santiago abandona el castillo de Ayamonte. Existe un documento según el cual entre 1242 y 1284, Alfonso X y la Orden permutan Ayamonte y Alfayat de la Peña que eran santiaguistas por Reina y Estepa, que se supone no lo eran.
Alfonso X cedió Ayamonte y otros emplazamientos al este del Guadiana a su hija Beatriz de Castilla, como dote, al casarse con Alfonso III de Portugal en 1253. Estas concesiones de duración vitalicia eran habituales en la corona, pero debían retornar a la misma a la muerte del beneficiario.
Mediante el tratado de Badajoz de fecha 16 de febrero de 1267 entre los monarcas Alfonso X el Sabio (1221-1284) —por Castilla— y Alfonso III de Portugal, el castillo de Ayamonte y su término pasaron a ser jurisdicción definitiva del reino de Castilla, estableciéndose la frontera entre ambos reinos en el río Guadiana. En este tratado se reconocía la integración del Reino del Algarve en la Corona de Portugal, y los territorios al este del río Guadiana en la de Castilla.
En la cantiga 273 de Alfonso X El Sabio, del siglo XIII, se cuenta cierto milagro ocurrido en la capilla del castillo, por lo que puede suponerse que anteriormente a esta fecha ya existía algún recinto amurallado en el mismo lugar.
Las Cantigas de Santa María (o Cántigas de Santa María) son un conjunto de cuatrocientas veintisiete composiciones en galaico-portugués, la lengua fundamental de la lírica culta durante el siglo XIII en Castilla.

A Madre de Deus
(Cantiga n.º 273)

Esta é como Santa Maria deu fios

a u ome bõo pera coser a savãa do sen altar.

A Madre de Deus que éste do mundo lum' e espello,

sempre nas cousas minguadas acorre e dá conssello.

Desta razon un miragre direy apost' e fremoso,

que fezo Santa Maria, e d' oyr mui saboroso;

esto foi en Ayamonte, logar ja quanto fragoso,

pero terra avondada de perdiz e de cõello.

A Madre de Deus que éste do mundo lum' e espello...

 
Ali á ha eigreja desta Virgen groriosa,

que é dentro no castelo, nen ben feita nen fremosa,

mas pequena e mui pobre e de todo menguadosa,

e campãa á tamanna qual conven ao concello.

A Madre de Deus que éste do mundo lum' e espello...

 
E os panos con que era ende o altar coberto

eran ricos e mui nobres, esto sabemos por certo;

e per cima da eigreja era o teito coberto;

e ostias y menguavan e vynno branqu' e vermello.

(...)

#### Casa de Guzmán

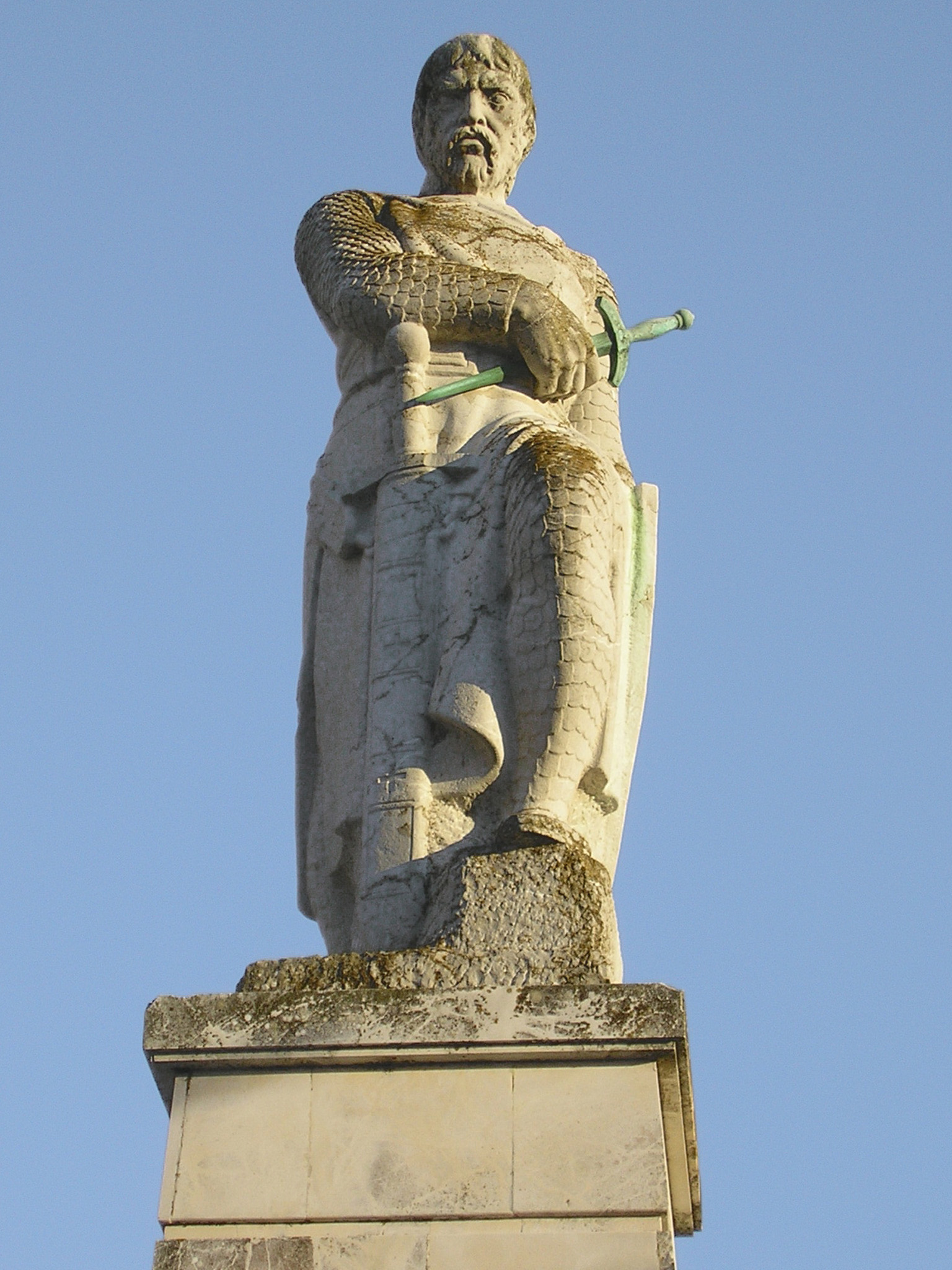
Estatua de Guzmán El Bueno en Tarifa (Cádiz).

En 1287, Ayamonte y su castillo fueron adquiridos, junto a Lepe y La Redondela, por Alonso Pérez de Guzmán ("El Bueno"), fundador de la casa de los Guzmán, señores de Sanlúcar y más adelante condes de Niebla y duques de Medina-Sidonia (Casa de Medina-Sidonia). La venta la realizó el Rey Sancho IV (segundo hijo de Alfonso X El Sabio que reinaría en Castilla entre 1284 y 1295), a la mujer de Alonso Pérez de Guzmán ("El Bueno"), llamada María Alonso Coronel.
Con el acceso al trono de Sancho IV de Castilla (apodado "El Bravo"), Alonso Pérez de Guzmán había marchado de nuevo al sultanato meriní de Fez, haciendo una gran fortuna con la que ampliaría sus propiedades. Además de la villa de Ayamonte, Lepe, y La Redondela (en Isla Cristina), compró más olivares en el Aljarafe, más casas en Sevilla, La Algaba, Alaraz, el Vado de las Estacas (en Alcalá del Río), Santiponce, la mitad de la villa (hoy ciudad) de El Puerto de Santa María, la dehesa de Vilaraña (en El Puerto de Santa María), el Donadío de Ventosilla (hoy cortijo situado entre Sanlúcar y Jerez) y el Donadío de Alixar (hoy Alijar, cortijo en Sanlúcar).

### SigloXV

#### La Casa de Ayamonte
El señorío de Ayamonte fue ostentado por primera vez por Alonso Pérez de Guzmán el Bueno.
Con Teresa de Guzmán, hija del I duque de Medina Sidonia y VII señora de Ayamonte, el señorío pasó definitivamente a una rama menor de la casa de Medina Sidonia, conocida con el tiempo como Casa de Ayamonte. Su esposo, Pedro de Zúñiga y Manrique, hijo del I Duque de Béjar, recibió el título de conde de Ayamonte en 1475 de manos de la reina Isabel I de Castilla.

### SigloXVI
En 1521 Carlos I elevó el condado a la dignidad de marquesado.
Son muy parcos los comentarios directos del castillo que se pueden rescatar de esta época. Por ejemplo el historiador Pedro Barrantes Maldonado, al referir en 1541 en sus Ilustraciones de la Casa de Niebla la compra de Ayamonte y El Puerto de Santa María por María Alonso Coronel —esposa de Guzmán el Bueno— al final del siglo XIII comenta que estas villas:

Eran poca cosa, porque no tenían más de los castillos con poca vezindad, como pueblos que estavan en la frontera de los moros y en la continua guerra dellos.

### SigloXVII

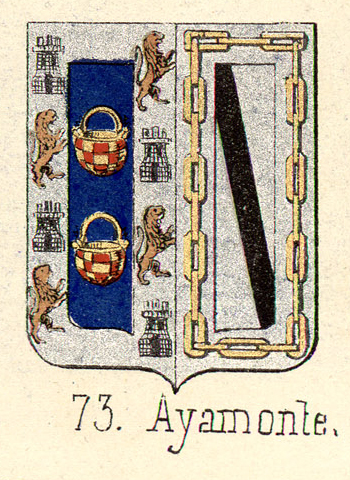
Escudo de la Casa de Ayamonte.

En el año 1641, Francisco Manuel Silvestre de Guzmán y Zúñiga, VI marqués de Ayamonte, protagoniza una conspiración independentista en Andalucía. Tras ser interceptada una carta entre el ducado de Medina Sidonia y el marquesado de Ayamonte junto con informes provenientes del recientemente independizado reino de Portugal, alertando de la inminencia del levantamiento andaluz, se confirman las sospechas de Madrid sobre las intenciones de secesión de Andalucía surgidas tras la pasividad del duque de Medina Sidonia en la defensa de la frontera con Portugal. Al descubrirse el plan, el duque de Medina Sidonia, Gaspar Pérez de Guzmán y Sandoval, traicionó a su primo pactando con el rey Felipe IV y acusando a este de traición, lo cual conduce al marqués de Ayamonte a un procedimiento judicial y a la decapitación en el alcázar de Segovia en 164.

### SigloXVIII
El día primero de noviembre de 1755, estando los fieles en la misa de "todos los santos" entre las nueve y las diez de la mañana, se experimentó en Ayamonte un terremoto (terremoto de Lisboa) que durante 14 o 15 minutos dañó casi todos los edificios de la ciudad, arruinando y desmantelando muchos de ellos. En el castillo, que ya estaba en mal estado, murió sepultado bajo los escombros que se desmoronaron, un soldado de la guarnición que lo guardaba.
En 1787 el párroco de Ayamonte, a propósito del informe solicitado por el geógrafo real Tomás López para su proyecto del "Diccionario geográfico", escribe a propósito de la localidad y de su castillo:

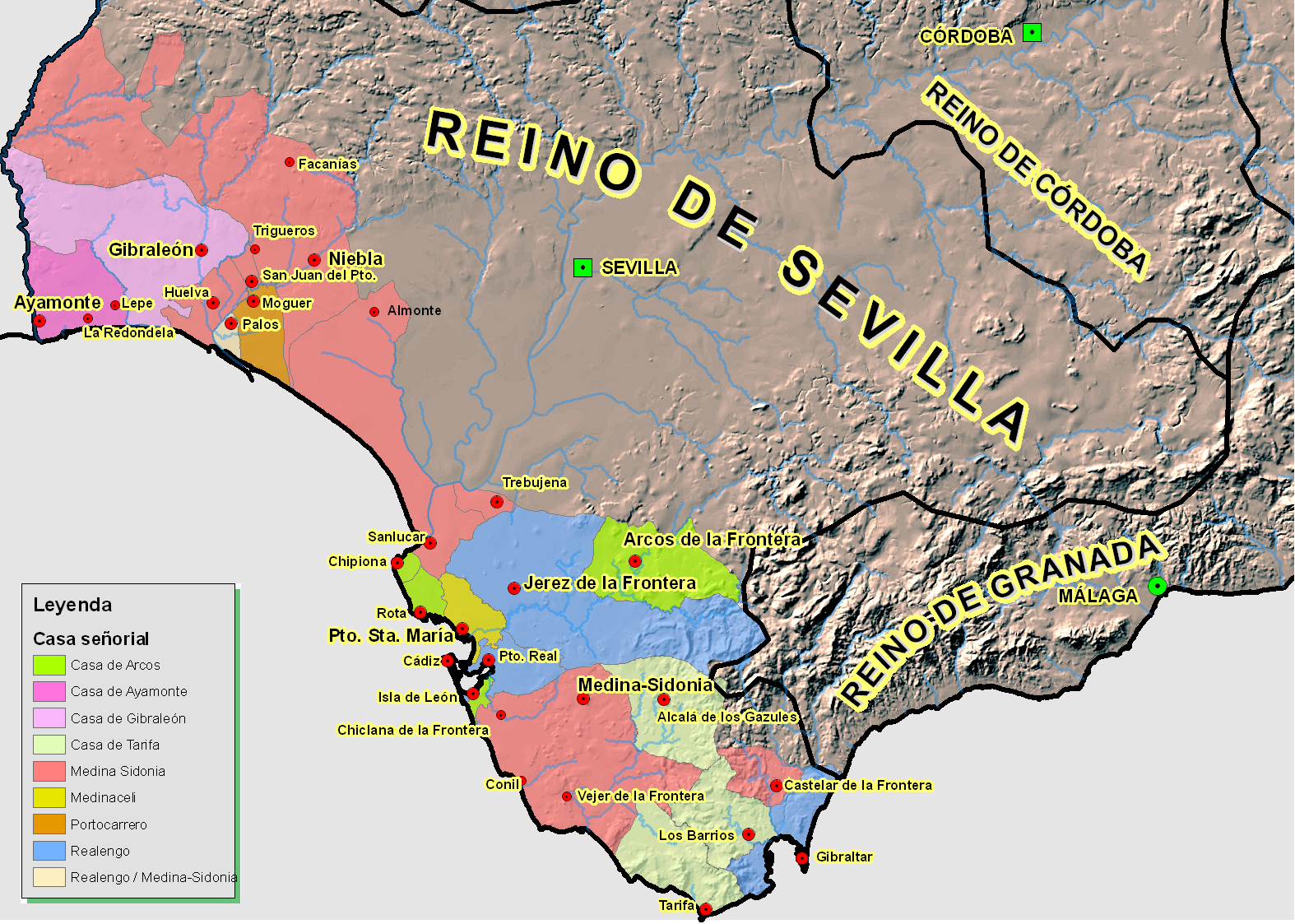
Territorios de la Casa de Ayamonte en el Reino de Sevilla.

Es plaza de armas. Tiene un gobernador militar subdelegado de todas Rentas Reales, sargento mayor y ayudante, y admite los destacamentos que le envían. Tiene un grande y antiquísimo castillo (hoy arruinado) sobre una montaña casi inaccesible, situada al norte de la ciudad, que la cubre y mira a las orillas del Guadiana, desde este viento hasta el sur o mediodía, y miraa dicho reino de Portugal. Sus fragmentos antiguos y más modernos acreditan su fortificación, con caminos cubiertos y demás, para todo género de armas, que aún subsisten en él, como bombas viejas, granadas, balas y pólvora.

### SigloXIX
En el primer cuarto del siglo XIX en las citas que se refieren al castillo se refleja el mal estado de conservación del mismo derivado del terremoto citado, aunque certifican que sigue acuartelando tropas. Del Diccionario geográfico-estadístico de España y Portugal. Sebastián de Miñano y Bedoya. 1827:

En el castillo de Ayamonte que destruyó el terremoto de 1755, solo subsisten algunos de sus edificios interiores, recompuestos para que sirvan de almacenes y cuerpos de guardia á la guarnición de aquel punto; muy importante por su sit. y demas circunstancias que no seria del todo inútil tomarlas en consideración.

A finales del siglo XIX, debido a su emplazamiento estratégico y de vanguardia, llegó incluso a convertirse en una de las subprefecturas francesas durante la Guerra de la Independencia.
De cualquier forma su estado de conservación sería ruinoso: el informante en la zona -Madoz- señala en 1850 que:

A pesar de su proximidad al mar y de ser frontera de un reino extraño, no tiene Ayamonte otra fortaleza o defensa que 2 pequeñas baterías de moderna construcción, mezquinamente artilladas, a las márgenes del Guadiana; en sus alrededores, a corta distancia N.E. se ven las ruinas de un antiguo castillo', cuya fábrica indica fue casa fuerte en la edad media.

### SigloXX
El castillo llegó al siglo XX en ruinas. En agosto de 1921, bajo la alcaldía de Antonio García Gutiérrez, fue techada una de las "habitaciones" de lo que quedaba en el interior de la muralla, instalando allí un pequeño museo con piezas arqueológicas pertenecientes tanto al entorno del castillo como a otros "yacimientos arqueológicos" por todo Ayamonte. A esto se añadía la imprescindible presencia de un guarda que vivía en el mismo lugar con su familia bajo el sustento del consistorio.
Desaparecida esta iniciativa consistorial y el guarda que lo conservaba, el castillo cayó en el más absoluto abandono y fue víctima del pillaje, como "cantera" de materiales de construcción.
La construcción del Parador de Turismo, que acabó con los restos que perduraban del castillo, fue aprobada en Consejo de Ministros en Madrid en fecha 11 de octubre de 1963, tras la propuesta realizada por el antiguo ministerio de Información y Turismo.
Cinco meses antes, el viernes 17 de mayo de 1963, el Consejo de Ministros había aprobado el Decreto por el que se aceptaba la donación al Estado por el ilustrísimo Ayuntamiento de Ayamonte (Huelva), de una parcela de terreno en el paraje "Castillo" con destino a la construcción del Parador Nacional de Turismo de Ayamonte.
En 1964 se produjo la demolición definitiva de los restos del castillo que aun perduraban para la construcción del Parador Nacional de Turismo.

## Descripción de las dependencias y las defensas dependientes del castillo

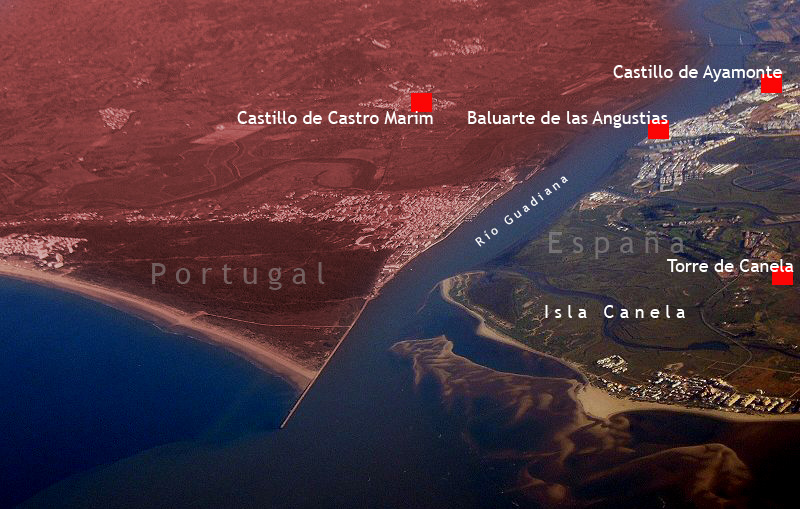
Ubicación de las fortificaciones en la desembocadura del río Guadiana

### En el recinto del Castillo

#### Hornabeque
El hornabeque de "Nuestra Señora del Socorro" o "puesto del Socorro" estaba formado por dos medios baluartes en forma de tenaza. La artillería se situaba sobre una plataforma superior a la que se accedía a través de una plaza de armas. Estaba rodeado por un foso y se comunicaba con el castillo por un camino cubierto (estrada cubierta). El hornabeque se construyó durante las reformas que sufrió el castillo sobre el año 1666-1668. Está situado sobre el cerro del Socorro, al sureste del emplazamiento del castillo. Tenía capacidad para 150 hombres.
De todas las estructuras que conformaban el castillo, solo queda en pie el antiguo hornabeque llamado de "Nuestra Señora del Socorro" que fue adquirido por un particular y convertido en vivienda en 1973.

#### Iglesia
En la capilla, que ya aparece en la cantiga 273 de Alfonso X El Sabio del siglo XIII antes mencionada, se veneraba la imagen mariana de Santa María que a lo largo del tiempo tuvo diferentes advocaciones: de la Luz, del Castillo y de los Favores.
Aún se veneraría esta imagen a final del siglo XVI], ya que en 1697, en el testamento del capitán Domingo Pérez de Torres, otorgado el día 5 de febrero antes el escribano Juan Bautista Valmaseda, consta que Ytem mando a Ntra. Sra. de los Favores, que tiene su altar y capilla en el dicho castillo, una misa rezada y le mando de limosna un cuadro de una Verónica para que se ponga en dicha capilla.

## En el resto de la Ciudad
- Baluarte de Buscarruidos
- Baluarte de las Angustias
- Torre de Canela

## Localización
- Coordenadas GPS: (grados, formato decimal) X: 37.226270 I Y: -7.405130
- Dirección: Avenida de la Constitución, s/n. 21400 Ayamonte